# Epifavna
Epifavna so živalski organizmi, ki živijo v vodi na dnu, na skalah ali drugih trdnih predmetih v vodnem okolju. Sestavljajo jo živali, ki hodijo, tečejo, se vijejo, plezajo ali so pritrjene na podlago. Razširjena je po celotnem dnu, najštevilčnejša pa je v litoralu.
Vrstna sestava epifavne je različna in odvisna od podlage na vodnem dnu.
Epifavno peščenega morskega dna sestavljajo morski ježki, brizgači in mahovnjaki. Epifavno skalnatega dna sestavljajo morske vetrnice, školjke klapavice in rakovice. 
Epifavno muljastega dna sestavljajo praživali, kačjerepi in mehkužci.